# АТХ-S
Код АТХ-S (англ. АТС-S) «Препараты для лечения заболеваний органов чувств» — раздел система буквенно-цифровых кодов Анатомо-терапевтическо-химической классификации, разработанных Всемирной организацией здравоохранения для классификации лекарств и других медицинских продуктов.
Коды для применения в ветеринарии (ATCvet коды) могут быть созданы путём добавления буквы Q в передней части человеческого Код ATC: QS.
Из-за различных национальных особенностей в классификацию АТС могут включаться дополнительные коды, которые отсутствуют в этом списке, который составлен Всемирной организацией здравоохранения.
- АТХ код S01 — Препараты для лечения заболеваний глаз
- АТХ код S02 — Препараты для лечения заболеваний уха
- АТХ код S03 — Препараты для лечения заболеваний глаз и уха